# Ле-Моль

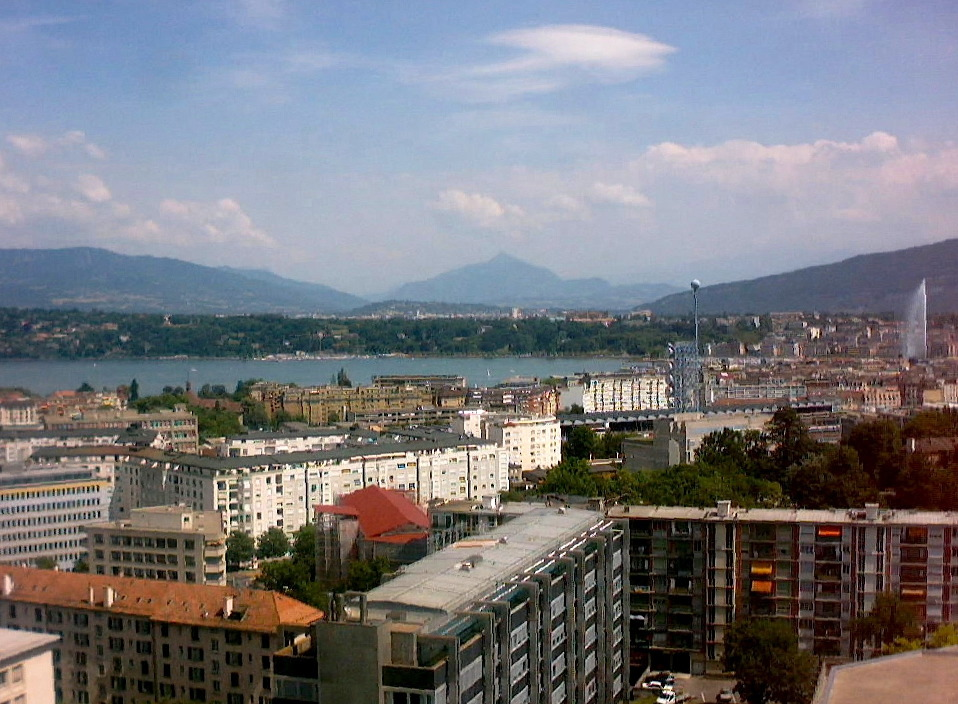
Ле-Моль, центр, вид з Женеви в туманний червневий день.

Ле-Моль (фр. Le Môle) — гора в Альпах Шабле у департаменті Верхня Савоя у Франції, яка домінує над містом Бонневіль. Комуни Ез, Ла-Тур, Сен-Жан-де-Толом, Мариньє, Сен-Жуар Фосіньї, В'ю-ан-Салла, Пейоннекс і Фосіньї оточують його. Він піднімається на 1863 метри і забезпечує чудовий огляд на 360 градусів навколишнього регіону.
Хоча це невелика гора за альпійськими стандартами, вона має велике географічне значення, оскільки розділяє долину де л'Арв на південь і захід від долини дю Жіффр на північ і південний схід і домінує над південним входом до Женевського басейну. Мері Шеллі у своєму романі «Франкенштейн» 1818 року; або «Сучасний Прометей» цитує Ле Моля, якого бачив Віктор Франкенштейн із Женеви, де він народився і жив до того, як став студентом у Німеччині.

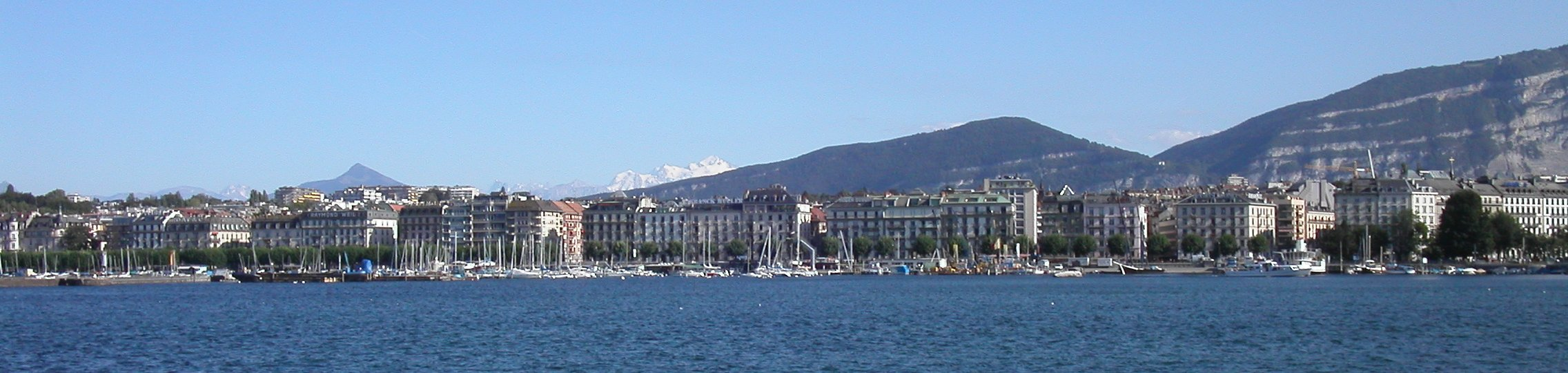
Ле-Моль (ліворуч від Монблану, на задньому плані), як видно з Женеви, праворуч і на передньому плані – Салев.